# Swiss Open 1981
Die Swiss Open 1981 im Badminton fanden vom 21. bis zum 22. März 1981 in Basel statt.

## Sieger und Platzierte
| Disziplin    | Gold                                | Silber                              | Bronze                               |
| ------------ | ----------------------------------- | ----------------------------------- | ------------------------------------ |
| Herreneinzel | Rob Ridder                          | Michal Malý                         | Jens Peter Nierhoff                  |
| Herreneinzel | Rob Ridder                          | Michal Malý                         | Claus Thomsen                        |
| Dameneinzel  | Liselotte Blumer                    | Else Thoresen                       | Agnethe Juul                         |
| Dameneinzel  | Liselotte Blumer                    | Else Thoresen                       | Marjan Ridder                        |
| Herrendoppel | Kenn H. Nielsen Jens Peter Nierhoff | Torben Christensen Mogens Neergaard | Rolf Rüsseler Fritz Hotze            |
| Herrendoppel | Kenn H. Nielsen Jens Peter Nierhoff | Torben Christensen Mogens Neergaard | Per Nygaard Mogens Nielsen           |
| Damendoppel  | Susanne Ejlersen Liselotte Gøttsche | Nyhoff Maureen Oskam                | Elke Schrick Britta Bergmann         |
| Damendoppel  | Susanne Ejlersen Liselotte Gøttsche | Nyhoff Maureen Oskam                | Liselotte Blumer Marieluise Zizmann  |
| Mixed        | Rob Ridder Marjan Ridder            | Mogens Neergaard Bente Pedersen     | Per Nygaard Bente Terkelsen          |
| Mixed        | Rob Ridder Marjan Ridder            | Mogens Neergaard Bente Pedersen     | Gunther Bludau Petra Dieris-Wierichs |

## Finalresultate
| Disziplin    | Sieger                              | Finalist                            | Ergebnis          |
| ------------ | ----------------------------------- | ----------------------------------- | ----------------- |
| Herreneinzel | Rob Ridder                          | Michal Malý                         | 17–14, 18–15      |
| Dameneinzel  | Liselotte Blumer                    | Else Thoresen                       | 11–4, 11–8        |
| Herrendoppel | Kenn H. Nielsen Jens Peter Nierhoff | Torben Christensen Mogens Neergaard | 15–11, 15–6       |
| Damendoppel  | Susanne Ejlersen Liselotte Gøttsche | Nyhoff Maureen Oskam                | 15–1, 11–15, 15–8 |
| Mixed        | Rob Ridder Marjan Ridder            | Mogens Neergaard Bente Pedersen     | 15–4, 15–3        |